# La paraula
La paraula (títol original en danès: Ordet) és una pel·lícula danesa dirigida per Carl Theodor Dreyer i estrenada el 1955. Va guanyar el Lleó d'Or al Festival de Venècia de 1955 i el Globus d'Or a la millor pel·lícula estrangera. Aquesta pel·lícula ha estat doblada al català.

## Argument[4]
Cap a 1930, a Jutlàndia (Dinamarca), el vell luteranista Morten Borgen explota una vasta granja, l'àmbit de Borgensgård, envoltat del seu fill gran Mikkel, la seva nora Inger, el seu segon fill, Johannes, atès d'una crisi mística, i el fill petit, Anders. Un matí, Morten Borgen i els seus dos fills marxen a la recerca del tercer, Johannes, que acaba de fugir... El troben a les dunes al voltant, creient-se el Crist i culpant els humans de no sentir la seva veu. Altre temps, el seu pare desitjava que arribés a ser un pastor. Cosa que Mikkel, ateu, li retreu. La seva esposa, Inger, mare de dues nenes, està actualment embarassada. Pel que fa a Anders, està enamorat d'Anne, la filla de Peter el sastre. Però, aquest es nega a donar-li la mà de la seva filla, per controvèrsies religioses. Assabentant-se d'aquesta decisió, Morten el patriarca monta en còlera i va a veure Peter. Declara que les divergències religioses en cap cas no han de perjudicar la felicitat dels seus fills. Peter s'obstina i contesta que seria bo que fes unes proves. Les relacions entre els dos homes s'enverinen fins al punt que cal separar-los. El desig de Peter sembla realitzar-se: per telèfon, s'assabenten que Inger es troba malament. El doctor, la llevadora i Mikkel s'afanyen al voltant d'Inger. Johannes evoca fosques visions. Les seves prediccions es materialitzen desgraciadament: el nen és nat i Inger no pot ser salvada. Johannes intenta ressuscitar-la en va i es desmaia. Marxa llavors de la cambra, per la finestra, deixant, a tall de missatge, una citació bíblica: 
| « | Em buscareu i […] us ho dic també ara: no podeu anar on jo vaig. | » |

L'anunci de defunció d'Inger omple la pantalla. Des de llavors, Peter anuncia a la seva dona que els cal guanyar Borgensgård, el Crist aconsellant la reconciliació entre germans. A la casa familiar dels Borgen, el pastor pronuncia el seu sermó.

Peter es reconcilia amb Morten. Mikkel plora prop del taüt. Johannes apareix llavors: la petita Maren, filla d'Inger, el condueix amb la difunta i li demana que actuï de pressa. Sembla haver recobrat la raó i diu: 
| « | Escolta'm, tu que ets morta. | » |

 El pastor protesta, el doctor el reté. Johannes prossegueix: 
| « | Dona'm la Paraula […] Inger, en nom de Jesucrist, aixeca't. | » |

 Inger desencreua els dits i obre els ulls. El seu espòs, Mikkel retroba la fe. Anders posa el pèndol en marxa. Mikkel exclama llavors: 
| « | Una nova vida comença per a nosaltres | » |

. Inger li respon: 
| « | Si, la vida, la vida. | » |

## Repartiment
- Hanne Agesen: Karen, una serventa
- Sylvia Echausen: Kirstin Petersen
- Birgitte Federspiel: Inger
- Ejner Federspiel: Peter Petersen
- Emil Hass Christensen: Mikkel Borgen
- Cay Kristiansen: Anders Borgen
- Preben Lerdoff Rye: Johannes Borgen
- Henrik Malberg: Morten Borgen
- Gerda Nielsen: Anne Petersen
- Ann Elisabeth Rud: Maren Borgen
- Ove Rud: Pastor
- Susanne Rud: Lilleinger Borgen
- Henry Skjaer: El Doctor
- Edith Trane: Mette Maren

## Anàlisi
- Des de 1932, quan veu al teatre la peça de Kaj Munk, Dreyer manifesta el desig d'adaptar-la a la pantalla. No pot, no obstant això, realitzar aquest desig fins al 1954. Mentrestant, el seu confrare suec Gustaf Molander el precedeix i dona, el 1943, una versió d'aquest drama religiós de manera més aviat realista, fins i tot "positivista".

| « | Al contrari, Dreyer opta per una visió profundament estilitzada. No es tracta de cap manera, per la imposició d'una forma constrenyedora, de marcar la presència de l'espiritualitat, sinó al contrari de denunciar-ne l'absència en un univers a què contradictòriament viu la religió. | » |

- El títol Ordet  (La Paraula  o El Verb ) es refereix en el moment en què Johannes, el fill reanimador de la fe, proclama:

| « | Dona'm la paraula, la paraula que pot retornar vida als morts […] Inger, en nom de Jesucrist, aixeca't | » |

 Tot a Ordet  porta a les preguntes de la fe.
| « | Carl Theodor Dreyer situa el problema de la tornada del Messies a la terra, el nom cult és parusia. Si Jesús torna, que farem? Se'n riuran de nou, serà insultat, condemnat? La Paraula està inspirada directament en un episodi de la vida de Jesús, quan espera anunciar a un rabí que la seva filla ha de morir | » |

:
| « | Jesús, que havia sentit aquesta paraula, li diu, no temis, creu només i ella es curarà. Quan va haver arribar a la casa, no va deixar entrar ningú amb ell, excepte Pere, Joan, Jaume, amb el pare i la mare del nen. Com tots ploraven i es lamentaven, Jesús els diu, no ploris; no ha mort, dorm. I es van burlar d'ell, sabent que era morta. Però ell, agafant-la per la mà, diu aixecant la veu, nen, aixeca't! La respiració li tornà i s'aixeca a l'instant; i Jesús va demanar que se li portés menjar | » |

| « | Dreyer va centrar La Passió de Joana d'Arc en la missió mística de l'heroïna; centra Ordet en el miracle (miracle d'altra banda vinculat al credo: el Crist ressuscitat promet també la resurrecció de la carn i la vida eterna). | » |

- Dreyer ha retallat, d'altra banda, les converses teològiques contingudes a la peça de Kaj Munk.

| « | He tingut la sort durant el treball de simplificació del guió de trobar la major comprensió de Sra. Lise Munk, la vídua del pastor. Érem d'acord sobre el fet que el mateix Kaj Munk hauria preferit certament una pel·lícula procedent d'una de les seves obres a una representació teatral filmada | » |

, diu.
- En realitat

| « | Els conflictes psicològics i religiosos que oposen els personatges no són en ' 'Ordet més que la matèria de la pel·lícula; l'escenificació sola expressa, més enllà de les paraules i de les situacions dramàtiques, la mirada de Dreyer i el que vol fer entreveure més enllà | » |

, estima Jacques Lourcelles. altrament: Dreyer intenta fer-nos descobrir l'Invisible.
- Dreyer observa, també, amb tendresa i minúcia, el quotidià raonable. Dreyer filma doncs les petites coses de la humanitat perquè a ell

| « | li sembla que com més estreta sigui aquesta parcel·la- una cara, un interior net de la granja, una escala pujant cap a la duna -, més la seva mirada tindrà sort de cabussar-s'hi fins a les arrels de l'ésser. Per a Dreyer, la fe sola és capaç d'abraçar la totalitat de l'univers, mentre l'ateisme i l'escepticisme no en veuen més que una part de la qual, i tenen la bogeria de creure que és el tot | » |

- Éric Rohmer prova una definició de la pel·lícula:

| « | A Ordet , el debat que s'hi lliura no té per a tema una abstreta pregunta de teologia, sinó les relacions concretes, físiques, de Déu i de la criatura: l'oració, la paraula de l'home aconsegueix a Déu i Déu li respon? | » |